# OCD
OCD (fra eng.: obsessive-compulsive disorder), på dansk obsessiv-kompulsiv tilstand eller tvangslidelse (tidligere brugtes betegnelsen "tvangsneurose"), er en psykiatrisk lidelse med tilbagevendende tvangstanker og/eller tvangshandlinger.
OCD er ikke en sindssygdom, selvom mange med lidelsen er bange for at blive opfattet som sindssyge af omgivelserne. OCD findes i alle sværhedsgrader, lige fra den helt milde med kun lejlighedsvis optræden til den svært invaliderende tilstand, hvor stort set alle døgnets vågne timer er beslaglagt af tvangstanker og handlinger.
Ved at modarbejde dem kan den ramte føle ubehag eller blive angst. Det gør lidelsen til en angstlidelse. 2 – 3% af befolkningen rammes af OCD. Det svarer til ca. 100.000 – 150.000 danskere.

## Tvangstanker og tvangshandlinger
Lettere tvangstanker er relativt hyppige og findes hos mellem 15 og 30% af befolkningen. 1–2% af befolkningen lider af OCD i en sådan grad, at de ikke kan have en normal hverdag. OCD findes i alle grader, lige fra de helt milde med kun få forekomster til de svære tilstande med tvangstanker og tvangshandlinger døgnet rundt. Nogle OCD-ramte har udelukkende tvangstanker, men de fleste har en kombination af tvangstanker og tvangshandlinger.
Tvangstanker: Forestillinger som dukker op igen og igen i bevidstheden, og som den OCD-ramte selv opfatter som overdrevne eller generende, men føler sig tvunget til at tænke. Det kan også være lange remser, der kan være så uafbrudte, at det er næsten umuligt at tænke andet. Forestillingerne kan fx være en overdreven frygt for snavs og smitte, eller blasfemiske ord, sætninger, tvangsbilleder med seksuelt eller voldeligt indhold, eller de kan være en tvangsmæssig frygt for at udføre voldelige handlinger, eller frygt for at miste folk man elsker. Tankerne fører ofte til tvangshandlinger, der udføres for at neutralisere eller uskadeliggøre tankerne. Tankerne opfattes tit som skræmmende og meget virkelige for den OCD-ramte.
Tvangshandlinger: Handlinger der gentages igen og igen, selv om den ramte godt ved, at de er overdrevne eller urimelige. Ofte har tvangshandlinger en sammenhæng med tvangstanker og udføres i et forsøg på at neutralisere eller uskadeliggøre dem. Ved at modarbejde sin trang, kan man blive angst. Et eksempel er vaskeritualet: hænderne bliver vasket i meget lang tid og mange gange om dagen. Hvis "ritualet" springes over, medfører det ængstelige tanker om at blive syg på grund af bakterier.
OCD er ikke en sindssygdom, selv om mange med lidelsen er bange for at blive opfattet som sindssyge.
Tvangstanker og tvangshandlinger kan også indgå som symptomer i andre diagnoser som spiseforstyrrelser, personlighedsforstyrrelser, angst, body dysmorphic disorder og Tourettes syndrom.

### Mulige følgevirkninger
Blandt OCD-ramte ses ofte en række samtidige lidelser som spiseforstyrrelser (både anoreksi, bulimi og tvangsspisning), depression, angst (især socialangst, fobier og panikangst) og selvmordstanker og -handlinger.
Mennesker med OCD kan føle skam over lidelsen og ønske at skjule deres symptomer for omgivelserne, hvilket kan medføre social isolation. Derfor er hurtig og korrekt behandling af lidelsen vigtig.

## Årsager til OCD

### Årsag
Årsagen er ikke endeligt klarlagt, men efter de seneste års intensive forskning i tilstanden må man i dag antage, at lidelsen kan skyldes en kombination af psykologiske og neurobiologiske årsager, hvor en forstyrrelse i et af hjernens signalstoffer, serotonin, spiller en meget vigtig rolle.
For eksempel har man inden for den nyeste forskning påvist, at en særlig type streptokok-bakterier kan give børn OCD. Den type OCD kaldes også PANDAS, en forkortelse for Pediatric Autoimmune Neuropsychiatric Disorders Associated With Streptococcal Infection.

### Neurobiologisk forklaring
Undersøgelser har vist, at OCD-ramte har nedsat aktivitet af signalstoffet serotonin bestemte steder i hjernen. Det kan forklare, at SSRI-medicin (antidepressiv medicin) ved at påvirke serotonin-flowet kan reducere symptomerne. Undersøgelserne viser, at serotoninen er påvirket, men ikke hvorfor den er det.
Det er også muligt at have en medfødt, biologisk sårbarhed for at udvikle OCD. Tvillingeundersøgelser viser, at der er større risiko for at få sygdommen, hvis en enægget tvilling lider af sygdommen, end hvis en tveægget tvilling har den. Hvis forældrene har OCD, er der omkring 10% procent større risiko for selv at få den. Det betyder dog ikke, at det er de samme tvangstanker eller tvangshandlinger som forældrene.

### Psykologisk forklaring
OCD begynder ofte tidligt i livet, og hos mange er der en ydre årsag til sygdommen som dødsfald eller krise.

## Behandling
Førstevalget til behandlingen af OCD er psykoterapi, hvor kognitiv adfærdsterapi (KAT) er den bedst dokumenterede form. Ved manglende effekt og ved sværere OCD kan medicinsk behandling med SSRI-præparater anvendes.
Kognitiv adfærdsterapi (KAT) har vist sig at være effektiv overfor OCD. Behandlingen foregår typisk hos en privatpraktiserende psykolog og kræver selvbetaling. i 2011 blev det dog muligt for OCD-ramte mellem 18 og 28 år at få tilskud til psykologbehandling. For børn op til 18 år er behandling gratis igennem henvisning fra almen praktiserende læge.
OCD behandles medicinsk ved hjælp af antidepressiv medicin, oftest SSRI-medicin; det er en billig måde at pacificere lidelsen på. Medicinen indvirker på serotoninen i hjernen ved at hæmme genoptagelsen af dette stof i mellemrummene mellem hjernens nerveceller (de såkaldte synapsespalter). Dette indvirker, at koncentrationen af tilgængelig serotonin i hjernen øges. Medicinsk behandling foregår oftest hos en privatpraktiserende psykiater og samtaler hos denne betales af det offentlige. Medicinsk behandling af børn foregår ved en speciallæge i børne- og ungdomspsykiatri.